# Dimethylbenzoesäuren
Die Dimethylbenzoesäuren (oder Xylylsäuren) bilden eine Stoffgruppe von aromatischen Verbindungen, die sich sowohl von der Benzoesäure als auch von Xylolen ableiten. Die Struktur besteht aus einem Benzolring mit angefügter Carboxygruppe (–COOH) und zwei Methylgruppen (–CH3) als Substituenten. Durch deren unterschiedliche Anordnung ergeben sich sechs Konstitutionsisomere mit der Summenformel C9H10O2.
| Gefahrensymbol |

| keine Einstufung verfügbar |

| Gefahrensymbol |

| keine Einstufung verfügbar |

| keine Einstufung verfügbar |

| keine Einstufung verfügbar |